# Municipalità locale di Joe Morolong
Joe Morolong è una municipalità locale (in inglese Joe Morolong Local Municipality) appartenente alla municipalità distrettuale di John Taolo Gaetsewe della Provincia del Capo Settentrionale in Sudafrica. 
In base al censimento del 2001 la sua popolazione è di 91.711 abitanti.
La sede amministrativa e legislativa è la città di Mothibistad e il suo territorio si estende su una superficie di 9.477 km² ed è suddiviso in 5 circoscrizioni elettorali (wards). Il suo codice di distretto è NC451.

## Geografia fisica

### Confini
La municipalità locale di Joe Morolong confina a nord con quella di Molopo (Dr Ruth Segomotsi Mompati/Nordovest), a est con quelle di Kagisano e Greater Taung (Dr Ruth Segomotsi Mompati/Nordovest), a sud con quella di Ga-Segonyana e a ovest con il District Management Areas NCDMACB1.

### Città e comuni
- Batlhaping Ba Ga Jantjie
- Batlhaping Ba Ga Sehunelo
- Batlharo Ba Ga Motlhware
- Batlharo Ba Ga Phadima
- Batlharo Ba Lotlhware
- Kudumane
- Mothibistad

### Fiumi
- Logobate
- Lolwaneng
- Kgokgole
- Manyeding
- Matlhwaring
- Moshaweng
- Phepane